# Живая марионетка
«Живая марионетка» (яп. 生ける人形, икэру нингё; англ. A Living Puppet) — японская немая чёрно-белая комедия режиссёра Тому Утида, вышедшая на экраны в 1929 году. Экранизация одноимённой повести Типпэй Катаоки, опубликованной в газете. Фильм считается утраченным. Кинолента номинировалась на кинопремию «Кинэма Дзюмпо», однако по результатам голосования заняла 4 место в десятке номинантов.

## Сюжет
Главный герой Дайсукэ Сэки приезжает из провинции в Токио. Он настолько полон честолюбивых замыслов, что, казалось, готов заключить договор с самим сатаной, лишь бы добиться денег и положения. По рекомендации однокашника Аоки, ставшего депутатом парламента, Сэки получает работу в одном рекламном бюро и вскоре, воспользовавшись попавшей к нему в руки информацией, сваливает Аоки и намеревается прибрать к рукам один банк. Создаётся впечатление, что он как рыба в воде чувствует себя за кулисами политических и финансовых кругов. Но в тот самый момент, когда Сэки решил, что он достиг желаемой вершины, его предаёт начальник рекламного бюро, и Сэки сразу же оказывается низвергнутым. Колоссальная машина современного на тот момент японского общества не настолько проста, чтобы ею мог управлять провинциальный юноша, подобный Сэки. Сэки, считавший себя гением карьеры, является всего лишь современным роботом. Он думал, что дёргает марионеток за ниточки, в действительности же дёргают за ниточки его.

## В ролях
- Исаму Косуги — Дайсукэ Сэки
- Такако Ириэ — Хироко Кумикава
- Ютака Мимасу — Сигэмото, босс
- Намико Цукидзи — Риэко
- Эйдзи Такаги — Аохара

## Премьеры
- — национальная премьера фильма состоялась 19 апреля 1929 года в Токио[2].

## Награды и номинации
Премия журнала «Кинэма Дзюмпо» (1930)
- Номинация на премию за лучший фильм 1929 года, однако по результатам голосования занял лишь 4-е место.